# Culcita novaeguineae
Culcita novaeguineae is een zeester uit de familie Oreasteridae. De wetenschappelijke naam van de soort werd in 1842 gepubliceerd door Johannes Peter Müller & Franz Hermann Troschel.

## Verspreiding en leefgebied
Deze soort komt voor in Zuidoost-Azië in uiteenlopende mariene habitats, maar vooral op riffen.